# Uckermark

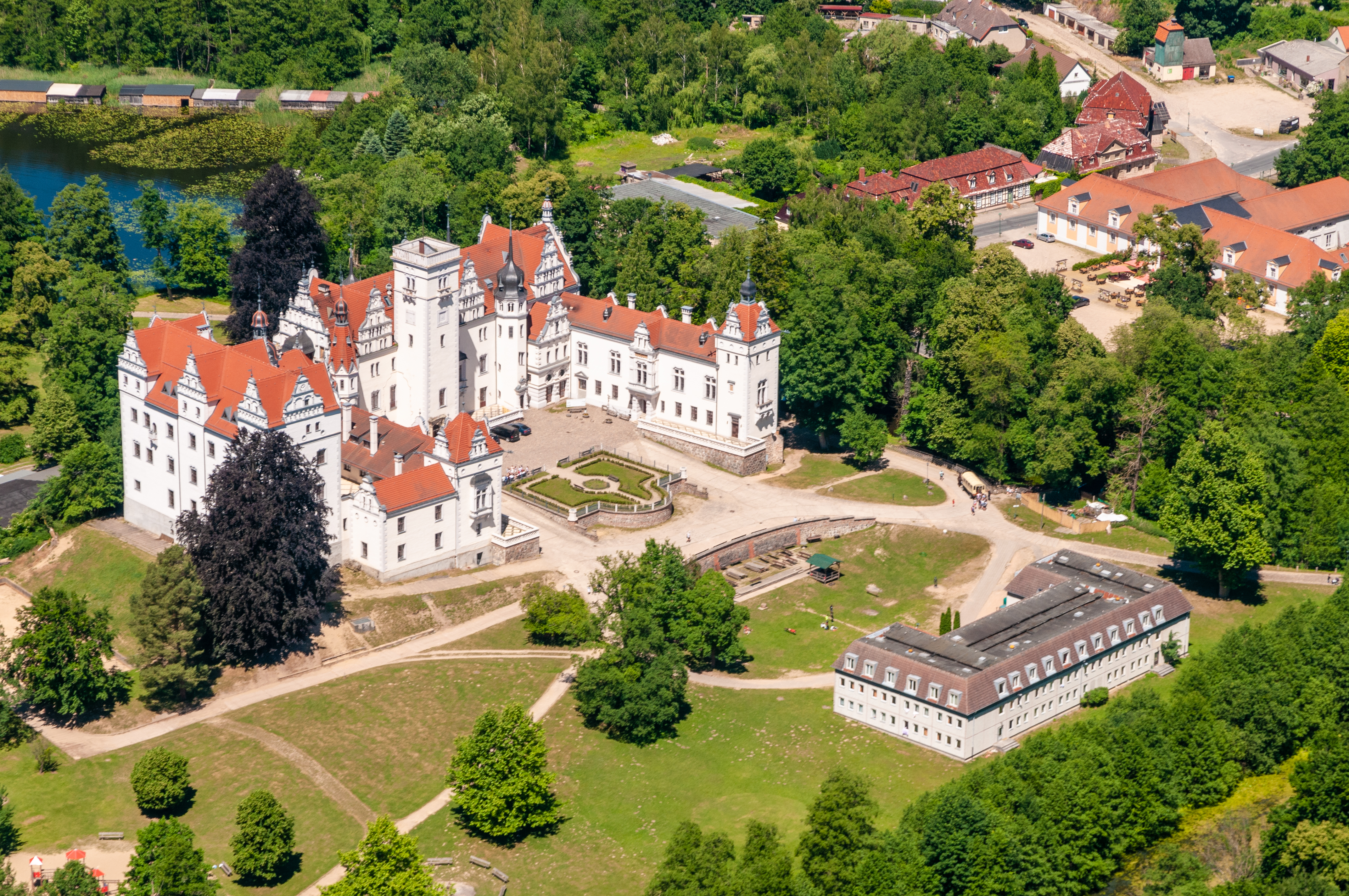
Schloss Boitzenburg, eine der bekanntesten Sehenswürdigkeiten der Uckermark

Die Uckermark [ˈuːkɐmaːʁk] ist eine historische Landschaft in Nordostdeutschland. Es handelt sich um das ehemalige Gebiet des Uckermärkischen Kreises und des Stolpirischen Kreises in der Mark Brandenburg. Der größte Teil der Uckermark liegt heute in den drei Landkreisen Uckermark, Oberhavel und Barnim des Landes Brandenburg. Ein kleiner Teil gehört zum Landesteil Vorpommern des Landes Mecklenburg-Vorpommern.
Als „Geburtsdokument“ der Uckermark gilt der Vertrag von Landin aus dem Jahr 1250. Er bezeichnet aber lediglich den Übergang der Herrschaft über das gesamte Uckerland von den Pommernherzögen auf die Markgrafen von Brandenburg, die das Uckerland südlich der Welse bereits 1230 von jenen erworben hatten. Dieses vereinigte Uckerland (terra ukera) wird erst seit dem Spätmittelalter als Uckermark bezeichnet.

## Geographie
Die fruchtbare, eiszeitlich geprägte hügelige Grund- und Endmoränenlandschaft ist von der Seenkette des Ober- und Unteruckersees durchzogen und im Südteil überwiegend mit Buchenwäldern bestanden. Neben den großen Uckerseen gibt es eine Vielzahl kleinerer Seen. Die meisten der Seen sind das Resultat der Eisschmelze am Ende der letzten Eiszeit vor 15.000 Jahren. Der außergewöhnliche Reichtum an Seen ist ein Charakteristikum der Jungmoränenlandschaft im Nordosten Brandenburgs. Allein im Biosphärenreservat Schorfheide-Chorin befinden sich über 250 Seen. Viele zurückgebliebene Felsblöcke, sogenannte Findlinge, sind ein Beleg für die Gletscher aus Skandinavien.
Die Uckermark erstreckt sich zwischen den Flüssen Oder, Welse, Randow, Finow und Havel, ohne dass diese durchgehend die Grenze bilden. Sie grenzt im Norden an Mecklenburg und Pommern, im Osten an Pommern und die Neumark, im Süden an die Neumark und die Mittelmark (Barnim) sowie im Westen an die Mittelmark (Land Löwenberg, Ruppiner Land) und an  den Fürstenberger Werder (vor dem 1. Juli 1950 Mecklenburg, danach Brandenburg).
Traditioneller Hauptort der Uckermark ist die Stadt Prenzlau. Weitere Städte der Uckermark waren um 1800 Angermünde, Brüssow, Greiffenberg, Joachimsthal, Lychen, Schwedt, Strasburg, Templin, Vierraden und Zehdenick. Flecken der Uckermark waren um 1800 Boitzenburg, Fredenwalde, Fürstenwerder, Gerswalde, Gramzow, Löcknitz, Niederfinow und Stolpe.

## Namensgebung
Der Name leitet sich vom Land an der Ucker (Uker) her (terra ukera, provincia Vcra, ukerlant), das vom slawischen Stamm der Ukranen (Ukrer) bewohnt wurde, deren indogermanischer Name vom Fluss als Fremdbezeichnung hergeleitet wird: Sclavos, qui Vucrami vocantur. Die Ukranen besiedelten die heutige Uckermark zwischen dem 7. und dem 12. Jahrhundert; dieses Gebiet wurde noch bis ins 13. Jahrhundert als terra ukera bezeichnet. Als historische Einheit wird die Uckermark erstmals 1465 erwähnt. Die Schreibweise Uckermark für die Region, bei der „Mark“ synonym für das Wort „Grenzland“ steht, findet sich im Spätmittelalter: 1486: vker Marckh, als das Land seine Eigenschaft als (militärisch umkämpftes) Grenzgebiet aber längst verloren hatte (Frieden zu Wittstock 1442).
Der Wortbestandteil Ucker ist regional oft wieder zu finden: Uckerseen (Ober- und Unteruckersee), der Fluss Ucker/Uecker und letztendlich in der Stadt Ueckermünde.

## Grenzregion
Ab dem 7. Jahrhundert n. Chr. wurde die nach dem Fluss Ucker benannte terra Ukera vom westslawischen Stamm der Ukranen besiedelt, die hier Ackerbau, Viehhaltung und Bienenzucht betrieben. Die Uckermark bildete als westlich der Oder gelegene Landschaft im 12./13. Jahrhundert eine Übergangslandschaft zwischen Brandenburg und (Vor-)Pommern. Der pommersche Nordteil und der brandenburgische Südteil wurden erst mit dem Vertrag von Landin 1250 wieder zu einer einheitlich (brandenburgisch) beherrschten Region vereinigt, die dem alten Stammesgebiet der Ukranen entsprach und erstmals 1486 als Uckermark bezeichnet wurde, als Grenzgebiet zu Pommern, wenn auch nicht mehr in der früh- und hochmittelalterlichen Markenfunktion.

## Geschichte
Die frühesten menschlichen Funde der Uckermark in Criewen und Groß Fredenwalde wurden in die Mittelsteinzeit eingeordnet. Auf einem Weinberg bei Groß Fredenwalde wurde mit einem Alter von etwa 7000 Jahren das bisher wohl älteste Gräberfeld Deutschlands gefunden. Die Uckermark war auch in den nachfolgenden Epochen der Jungsteinzeit sowie der Bronze- und Eisenzeit dicht besiedelt.
Im Zuge der Völkerwanderung verließen die Semnonen – ein elbgermanischer Teilstamm der Sueben – ab dem 5. Jahrhundert, bis auf wenige Restgruppen, ihre Heimat in Richtung Oberrhein und Schwaben. In der nachfolgenden Slawenzeit gab es im Uckerland bereits zahlreiche Siedlungen. Diese lagen meist an strategisch wichtigen Handelsstraßen. Teilweise entstanden bei den Siedlungen oder aus ihnen selbst Burgwälle, die dem Schutz der örtlichen Bevölkerung dienten. Grundsätzlich wird zwischen früh- und mittelslawischen (7. bis 8. Jahrhundert) sowie spätslawischen (9. bis 10. Jahrhundert) Anlagen unterschieden. Insgesamt lässt sich aufgrund mangelnder Grabungsergebnisse die Besiedlungkontinuität der einzelnen Siedlungsplätze nur schwer nachweisen. Bei den Anlagen Drense und Groß Fredenwalde konnte eine Besiedlung vom 7. bis 10. Jahrhundert nachgewiesen werden. In Fergitz am Oberuckersee ließ sich archäologisch eine Besiedlung erst für die spätslawische Zeit nachweisen. Groß Fredenwalde fällt hier aus dem Rahmen. Aufgrund des geografischen Profils der örtlichen Umgebung (schiffbarer Wasserweg bis ins Hochmittelalter) kann vermutet werden, dass es sich bei Groß Fredenwalde um den südlichsten bekannten slawischen Burgwall im deutschen Ostseeraum handeln könnte.
Das Uckerland war seit seinem Auftauchen in den Schriftquellen ein vor allem zwischen den Herzögen von Pommern und den Markgrafen von Brandenburg umstrittenes Land. 1147 stieß Albrecht der Bär im Rahmen des Wendenkreuzzugs bis nach Stettin vor. Umgekehrt stießen die Herzöge von Pommern bis auf den Barnim und Teltow vor, auf die sie erst um 1230 im Rahmen eines Vertrages verzichteten.
Die terra ukera, das Siedlungsgebiet der Ukranen an der Ucker, kam als Folge des Wendenkreuzzugs bald nach 1148 in den Besitz der (christlichen) Herzöge von Pommern, die sich zur Missionierung des Landes der heidnischen Ukranen verpflichtet hatten. Die neugegründeten Missionsklöster Stolpe an der Peene und Grobe auf Usedom wurden im Uckerland tätig, wo Kirchen in provincia Vcra 1168 nachweisbar sind.
Das Uckerland erhielt schließlich 1177/1178 ein eigenes Kloster in Gramzow, das mit der Erwähnung 1168 neben dem Ort Nieden (Nedam, erwähnt 1121) einer der ältesten Orte der Uckermark ist. „Der natürliche Reichtum des Landes und die infolge der Agrarkonjunktur des 12. Jahrhunderts anhaltende wirtschaftliche Blüte sicherten materiell die Existenz eines Stiftes vom Zuschnitt der Prämonstratenser“, verbunden mit „Missionsarbeit der Stiftsherren, Handel und Wandel in den aufblühenden Frühstädten des Pommern- und Uckerlandes und erste Rodungs- und Siedlungstätigkeit uckerscher und zuwandernder Bauern, wie sie für Pommern seit dem letzten Drittel des 12. Jahrhunderts bezeugt ist“ (Lieselott Enders). Die Böden des pommerschen Uckerlandes waren und sind fruchtbarer als die der übrigen askanischen Mittelmark. Die pommersche Politik der Landeserschließung im Rahmen des hochmittelalterlichen Landesausbaus in der Germania Slavica unterschied sich prinzipiell nicht von den gleichzeitigen Aktivitäten der Askanier, der Wettiner und der Erzbischöfe von Magdeburg: sie war „auf der Höhe der Zeit“ (Lieselott Enders).
Von besonderer Wichtigkeit war die über Prenzlau führende Fernhandelsstraße von Magdeburg nach Stettin. Wegen seiner wirtschaftlichen Blüte wurde das Uckerland überregional bekannt, so dass es von Wolfram von Eschenbach etwa im ersten Jahrzehnt des 13. Jahrhunderts in seinem „Parzival“ als „Ukerlant“ erwähnt wird, ebenso der „Ukersee“.
Das Zentrum des Uckerlandes, Prenzlau, wird 1187 erstmals urkundlich erwähnt. 1188 wird es näher beschrieben als Burgort mit Markt und Krug (castrum cum foro et taberna). Zu diesem Ort gehörten auch eine Kirche und eine der drei Münzstätten Pommerns neben Stettin und Demmin. Prenzlau zeigt sich 1188 also als ein bedeutender Fernhandelsort mit zentralörtlicher Funktion, der 1234 von Herzog Barnim I. zur freien Stadt (civitas libera) nach deutschem Recht, dem damals modernsten Stadtrecht, erhoben wurde. Diese unter den Pommernherzögen begründete Vorrangstellung hat dazu geführt, dass Prenzlau nie seine Zugehörigkeit zur Spitzengruppe der brandenburgischen Städte verloren hat (mit Berlin/Cölln, Brandenburg, Frankfurt und Stendal).
Die Bedeutung des Uckerlandes für die Herzöge von Pommern zeigt sich auch in der starken militärischen Sicherung, z. B. durch den „Grützpott“ bei Stolpe, gegen den die Askanier 1214 die Burg Oderberg errichteten.

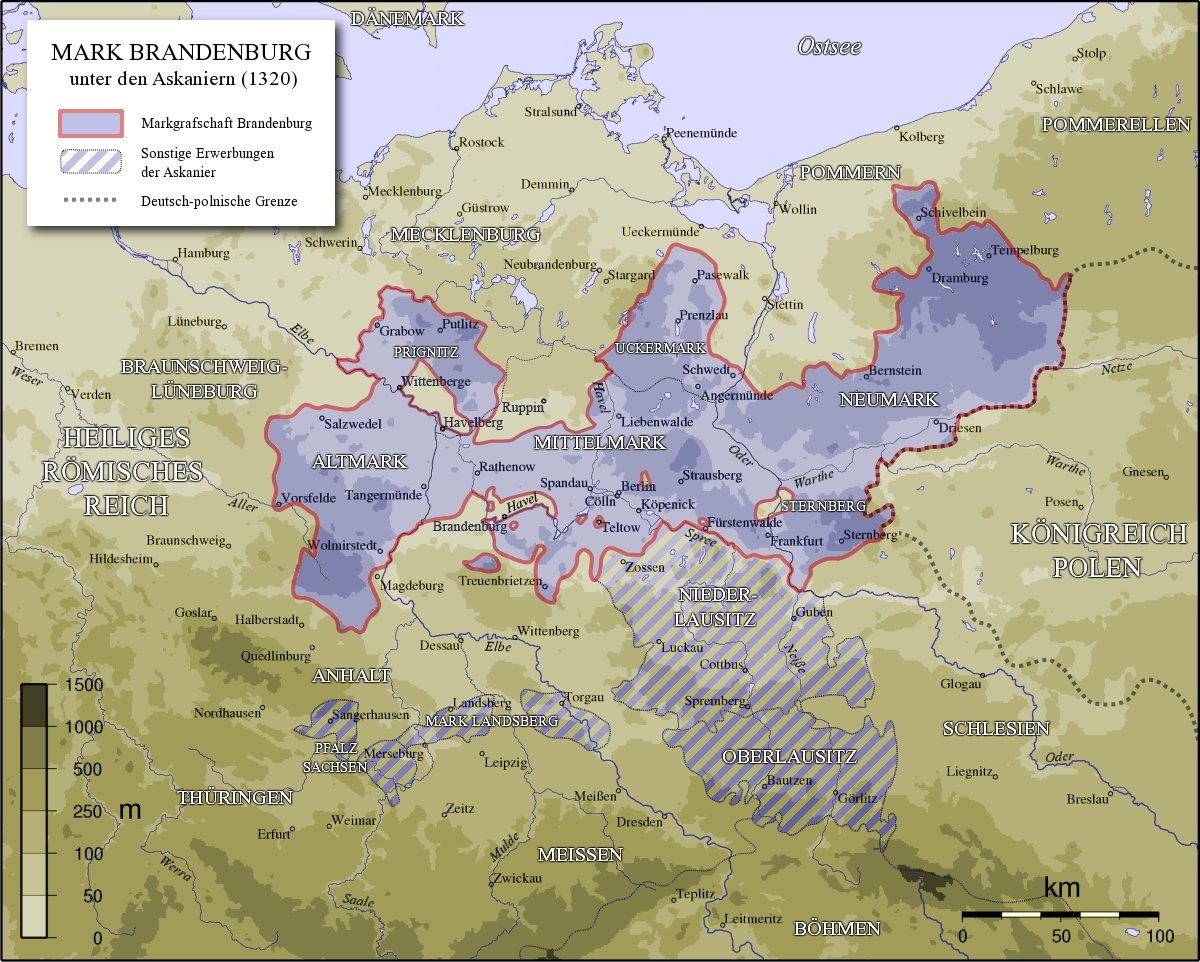
Mark Brandenburg um 1320

Um 1230 erwarben die Markgrafen von Brandenburg zunächst das südliche Uckerland bis zur Welse durch Kauf von Herzog Barnim I., durch den Vertrag von Landin aus dem Jahr 1250 dann auch noch den restlichen nördlichen Teil. Der Vertrag von Landin gilt als „Geburtsstunde der Uckermark“ (Lieselott Enders), bezeichnet aber lediglich den Übergang der Herrschaft über das gesamte Uckerland von den Herzögen von Pommern auf die Markgrafen von Brandenburg. Der zuerst erworbene südliche Teil des Uckerlandes zwischen Finow und Welse (etwa die Linie Chorin – Angermünde – Oderberg) zählte noch im Landbuch Kaiser Karls IV. von 1375 zum Barnim (siehe auch Verwaltungsgliederung im Landbuch Karls IV. – Uckerland). Das vereinigte Uckerland wird erst seit dem Spätmittelalter als Uckermark bezeichnet (ältester schriftlicher Nachweis 1465: vker Marckh.)
Der Vertrag von Landin war strategischer Teil des expansiven hochmittelalterlichen deutschen Landesausbaus nach Osten und Norden unter den gemeinsam regierenden askanischen Markgrafen Johann I. und Otto III.; ihre Nachfolger bemühten sich wiederholt erfolgreich um die Lehnsherrschaft über Pommern (1198/99 und 1231). Ort des Vertragsabschlusses und Namensgeber war der Ortsteil Landin der Stadt Schwedt/Oder im Landkreis Uckermark, in der die Brandenburger wahrscheinlich am Kappenberg zwischen Hohen- und Niederlandin ein Lager aufgeschlagen hatten. Jahrelang blieb die Uckermark Zankapfel zwischen Pommern, Mecklenburg und der Mark Brandenburg. Erst nach dem Frieden zu Wittstock (1442) kam die Uckermark endgültig an Brandenburg.
Der Dreißigjährige Krieg erreichte die Uckermark im Jahre 1626. Erschwerend ergaben sich 1629 und 1630 erhebliche Missernten und ab 1630 außerdem die Pest; in Prenzlau fielen ihr etwa 30 % der städtischen Vorkriegsbevölkerung zum Opfer. Am Ende des Krieges waren von den 222 Flecken und Dörfern der Uckermark annähernd 40 % völlig zerstört und menschenleer. Der kurfürstliche Versuch der Wiederbesiedlung erfolgte u. a. durch Anwerbung von Holländern, denen als Reformierten und Mennoniten freie Religionsausübung zugesichert wurde. Durch den Schwedisch-Polnischen Krieg (1655–1660) musste die Uckermark ab 1658 erneut Rückschläge hinnehmen: Während 1657 noch 2219 von den Bauern bestellte Hufen gezählt wurden, waren es 1660 nur noch 598. 1674 wurde die Uckermark nach kurzer Friedenszeit in den brandenburgisch-schwedischen Krieg (1674–1679) hineingezogen und durch Einquartierung von Soldaten und Plünderungen wiederum schwer geschädigt.
In der Uckermark wurde 1701 Dorothee Elisabeth Tretschlaff als letztes Todesopfer der Hexenverfolgung in Brandenburg hingerichtet.

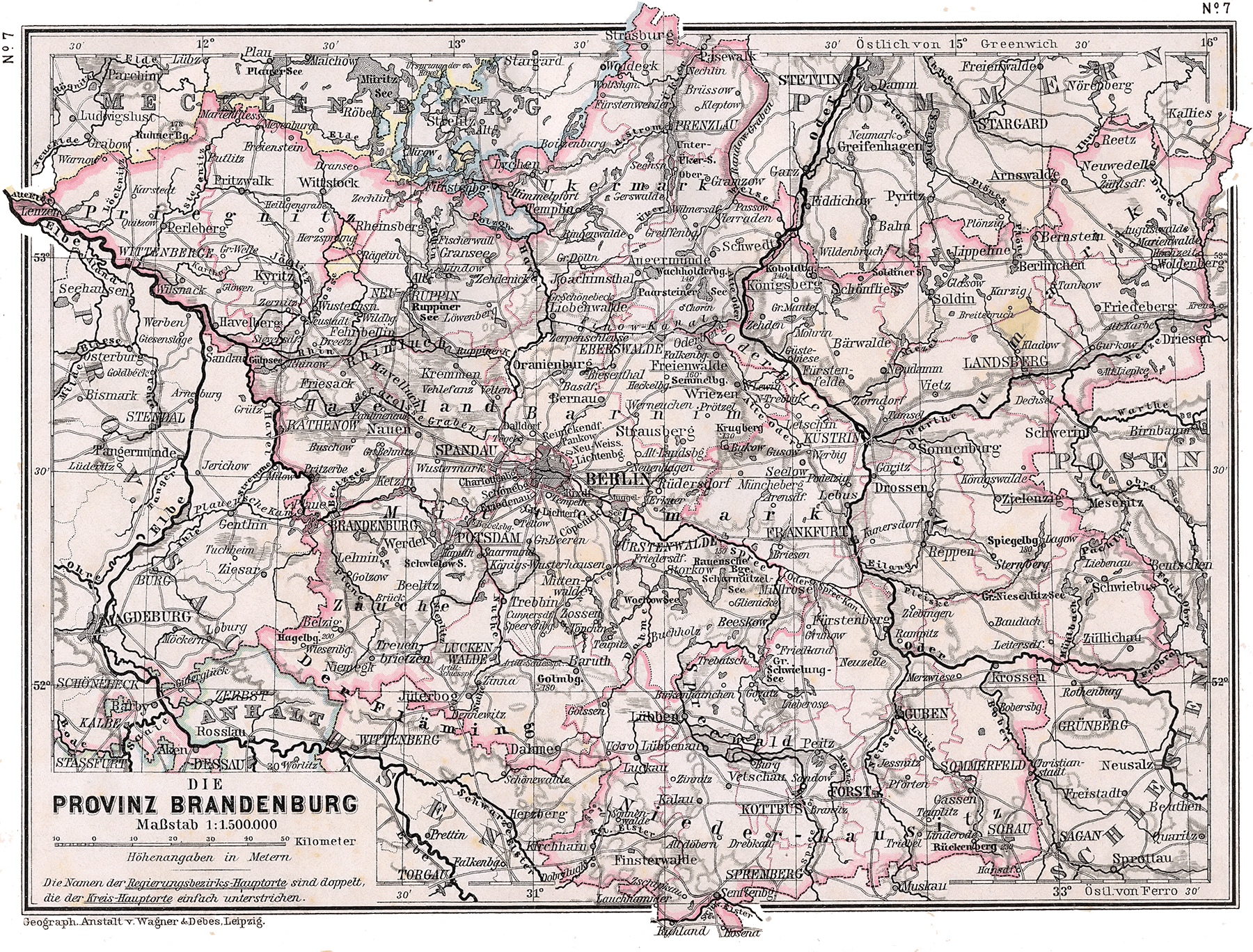
Karte aus dem Jahr 1905, mit der Uckermark oben Mitte

Das 18. Jahrhundert war zunächst geprägt von einer Phase des Wiederaufbaus und der verhaltenen wirtschaftlichen Erholung. Die ärztliche Versorgung wurde besser (Bildung einer Chirurgen-Innung in Prenzlau), die Zahl der Jahr- und Viehmärkte stieg in den 1720er Jahren in 16 Orten der Uckermark auf 43, die Infrastruktur wurde verbessert (z. B. Inbetriebnahme des Finowkanals in der südlichen Uckermark im Jahre 1746). Mit dem Siebenjährigen Krieg (1756–1763) kamen neue Kriegslasten auf die Uckermark zu, sowohl durch Feind als auch Freund. Der Getreideanbau blieb auch weiterhin wichtigste Ertragsquelle (Uckermark als Kornkammer Berlins). Der Anbau wurde im letzten Drittel des 18. Jahrhunderts ex- und intensiviert, was teils zu einschneidenden Änderungen des Landschaftsbildes führte (z. B. Ablassung zahlreicher Seen).
Die historische Landschaft Uckermark ist nicht identisch mit dem heutigen Landkreis Uckermark, ebenso wenig wie die historische Landschaft Barnim mit dem heutigen Landkreis Barnim.

## Wirtschaft

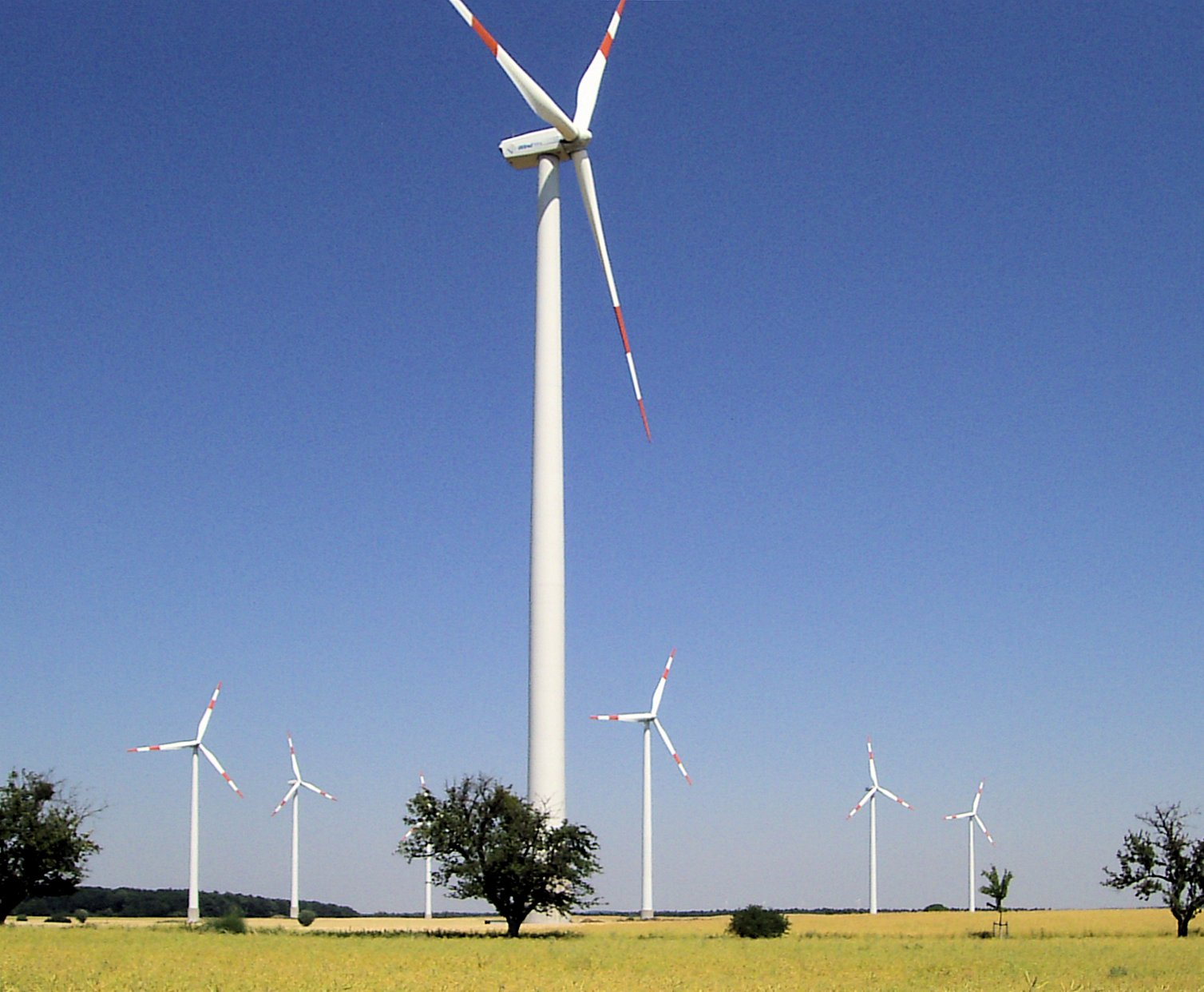
Ein typisches Bild für weite Teile der Uckermark; hier ein Windpark nahe Landin

Die Uckermark gilt als eine der strukturschwächsten und am dünnsten besiedelten Regionen der Bundesrepublik Deutschland. In der schwach entwickelten Wirtschaft sind Erdölverarbeitung, Papierherstellung, Tourismus, Landwirtschaft, Windkraft, Herstellung von Solaranlagen und Nahrungsmittelindustrie nennenswert. Das Unternehmen Enertrag betreibt mit dem Kraftwerk Uckermark eine „Windgas“-Pilotanlage ihrer Art, ein im März 2012 in den Normalbetrieb gegangenes Hybridkraftwerk in der Uckermark nördlich von Prenzlau (Brandenburg), das Wasserstoff als Zwischenspeicher nutzt.
Sehenswerte Großschutzgebiete fördern in wachsendem Maße den Tourismus in der Region.

## Naturschutzgebiete
In der Uckermark befindet sich im Osten der Nationalpark Unteres Odertal. Im Süden liegen das Biosphärenreservat Schorfheide-Chorin und die UNESCO-Weltnaturerbestätte Naturschutzgebiet Grumsiner Forst/Redernswalde. Im Westen befindet sich der Naturpark Uckermärkische Seen mit einer Fläche von 897 km² und über 220 Seen.
Beim Bundeswettbewerb für Nachhaltige Tourismusregionen 2012/2013 hat die Uckermark am 13. Mai 2013 den ersten Preis bekommen. Im Wettbewerb wurden 50 unterschiedliche Kriterien aus den Bereichen Ökonomie, Ökologie und Sozialverträglichkeit bewertet.

## Kultur
Die Stiftung Collegium Wartinum verfolgt das Ziel, das in Wartin (Gemeinde Casekow) gelegene Herrenhaus Schloss Wartin zu renovieren und zu einem Zentrum für Kunst, Kultur und Wissenschaft auszubauen. In Schwedt/Oder befinden sich die Uckermärkischen Bühnen Schwedt, und das Dorf Boitzenburg beherbergt im Juli und August die Freilichtbühne Theater Klosterruine Boitzenburg.

## Essen in der Uckermark
Die Küche der Uckermark ist bodenständig. Eine ausgeprägte Küchentradition gibt es nicht. Die uckermärkischen Bauern legten Wert auf Lebensmittel, die satt machten und außerdem die Kraft gaben, die schwere Arbeit zu erledigen. Da die Uckermark sehr wasserreich ist, stand viel Fisch auf dem Speiseplan. Bauern und Landarbeiter nahmen ihre Mahlzeiten (Brot und Speck) meist in der geflochtenen Kalit mit aufs Feld.
Wie andere Fürsten im Heiligen Römischen Reich erließ Friedrich II. von Preußen 1756 den Kartoffelbefehl. Es sollte mit dieser Maßnahme Hungersnöten vorgebeugt werden. Die Kartoffel bekam in der Uckermark einen eigenen Namen: Sie wurde zur „Nudl.“ Hierfür gibt es unterschiedliche Erklärungsversuche.
Vor diesem Hintergrund haben sich meist einfache und deftige Speisen entwickelt. Zu diesen zählten unter anderen der Kloppschinken (panierter Koch- oder Räucherschinken), der Wrukeneintopf (Eintopf mit Kohlrüben, Gemüse und Fleischeinlage), Klüt & Beern (Kartoffelklöße mit Speck, Birnen und Zimt) sowie die Fliederkräude (süß-saure Soße aus Holundermus).